# Stephanus Schellink
Stephanus Schellink, bekend als S. Schellink, (Utrecht, 26 juni 1868 – Leeuwarden, 5 mei 1950) was een Nederlands pianist, tenor, maar vooral muziekpedagoog.
Hij was zoon van schoenmaker Josephus Johannes Bernardus Schellink en Hillegonda Alter wonende aan de Nieuwegracht. Broer Sam Schellink was kunstschilder. Hijzelf was sinds 1904 getrouwd met Helena Maria Looijen.
Hij kreeg zijn opleiding aan de Muziekschool van de Maatschappij tot Bevordering der Toonkunst. Docenten waren Leo Ruygrok, J.J. Koopman en Carel Wirtz voor piano, Bertha Zegers Veeckens voor zang en Johan Wagenaar voor muziektheorie. Hij musiceerde zowel als pianist als tenor. Na de studie werd hijzelf docent aan genoemde instelling, de Volkszangschool (eervol ontslag in 1936); hij gaf les in solo- en koorzang. Hij gaf ook les aan de Jan van Nassaukweekschool en Rijkskweekschool; muziekles aan aanstaande onderwijzers. Onder zijn leerlingen bevonden zich Willem Pijper, Bertus van Lier  en Wouter Paap.
Hij werd bekend vanwege het in herdruk brengen van het Eerste zangboekje en Tweede zangboekje voor de lagere scholen en voor zangscholen van Johannes Worp, ook nog herdrukken in 1919. Hij schreef zelf Voor de zangles, leerboekje bij het eerste zangonderwijs, in 1908 uitgegeven door J.A.H. Wagenaar, dat in 1929 haar vierde druk beleefde en betreffende populariteit in de voetsporen trad van de Jeugdige zanger van Richard Hol. 
De laatste jaren van zijn leven woonde hij in Oosterlittens, toen nog gemeente Baarderadeel. Hij werd begraven op de tweede Algemene Begraafplaats in Utrecht. Onder de aanwezigen waren onder andere Wouter Paap en Jeannette G. Molsbergen. 